# Élections territoriales de 2007 à Saint-Martin
Les élections territoriales de 2007 à Saint-Martin se sont tenues les 1er et 8 juillet 2007. Ce sont les premières élections territoriales organisées à la suite de la création de la collectivité territoriale de Saint-Martin.

## Listes en présence
Cinq listes sont présentes lors de ces élections :
- Liste Union pour le Progrès conduite par Louis-Constant Fleming (UMP) présente au 2e tour.
- Liste Rassemblement Responsabilité Réussite conduite par Alain Richardson (DVG) présente au 2e tour.
- Liste Réussir Saint-Martin conduite par Jean-Luc Hamlet (DVD) présente au 2e tour.
- Liste Alliance conduite Dominique Riboud éliminée du 2e tour.
- Liste Alliance démocratique pour Saint-Martin conduite Wendel Cocks éliminée du 2e tour.

## Résultats
| Candidat                          | Parti                                         | 1er tour | 1er tour | 2d tour | 2d tour | 2d tour |
| Candidat                          | Parti                                         | Voix     | %        | Voix    | %       | sièges  |
| --------------------------------- | --------------------------------------------- | -------- | -------- | ------- | ------- | ------- |
| Louis-Constant Fleming            | UMP- Union pour le Progrès                    | 2 829    | 40,35    | 3 753   | 48,97   | 16      |
| Alain Richardson                  | (DVG) - Rassemblement responsabilité réussite | 2 237    | 31,90    | 3 231   | 42,16   | 6       |
| Jean-Luc Hamlet (DVD)             | Réussir Saint-Martin                          | 767      | 10,94    | 680     | 8,87    | 1       |
| Dominique Riboud                  | Alliance                                      | 635      | 9,05     |         |         |         |
| Wendel Cocks                      | Alliance démocratique pour Saint-Martin       | 544      | 7,76     |         |         |         |
|                                   |                                               |          |          |         |         |         |
| Total                             | Total                                         | 7 012    | 100 %    | 7 764   | 100 %   | 23      |
| Nombre d'inscrits / participation | Nombre d'inscrits / participation             | 15 529   | 46,35    | 15 529  | 50,76   | -       |

## Les conseillers élus
Pour la liste Union pour le progrès : Louis-Constant Fleming, Marthe Ogoundélé-Tessi, Daniel Gibbs, Claire Guion-Firmin, Pierre Aliotti, Annette Philips, Frantz Gumbs, Ida Zin-Ka-Ieu, Louis Jeffry, Sylviane Judith, Richard Baray, Catherine Lake épouse Bryan, Jean Richardson, Myriam Herault, Arnel Daniel et Carenne Mills épouse Hughes.
Pour la liste Rassemblement Responsabilité Réussite : Alain Richardson, Aline Hanson, Guillaume Arnell, Noreen Brooks, Louis Mussington et Ramona Connor.
Pour la liste Réussir Saint-Martin : Jean-Luc Hamlet.
Lors de la 1re du conseil territorial du 15 juillet 2007, le conseil exécutif a été élu :
- Louis-Constant Fleming, président du conseil territorial ;
- Marthe Ogoundélé-Tessi, 1re vice-présidente ;
- Daniel Gibbs, 2e vice-président ;
- Claire Guion-Firmin, 3e vice-présidente ;
- Pierre Aliotti, 4e vice-président ;
- Alain Richardson, membre du Conseil exécutif ;
- Jean-Luc Hamlet, membre du Conseil exécutif.